# 青沼吉松
青沼 吉松（あおぬま よしまつ、1918年12月6日 - 1990年2月12日）は、日本の経営学者。慶應義塾大学名誉教授。

## 生涯
東京生まれ。1943年慶應義塾大学経済学部卒。同年、短期現役海軍主計科士官（10期）を志願。同年9月、海軍経理学校に入学。1944年3月に経理学校を卒業し海軍主計中尉に任官。1945年3月、主計大尉に進み終戦を迎えた。
1949年慶大助教授、59年教授、60年「企業の社会的環境とその内的問題」で慶大経済学博士。84年定年、名誉教授、国際商科大学教授。

## 著書
- 『わが国における産業と労働 後進性の実態』世界書院 1958
- 『日本の経営層 その出身と性格』日本経済新聞社 日経新書 1965
- 『組織と人間』日本生産性本部 1968
- 『産業社会の展開』日本放送出版協会 NHK市民大学叢書 1969
- 『中間経営層 浸透するプロフェッショナリズム』日本経済新聞社 日経新書 1969
- 『産業社会学』慶應義塾大学出版 通信教育部 1975

### 共編著
- 『現代社会の構造と変動』斎藤正二,富田富士雄共編 新評論 1970
- 『豊かな社会と余暇 余暇の今日的課題』梅村清弘共編著 講談社 1973
- 『余暇文明の労働問題』小泉幸之輔, 山田アキラ共著 時潮社 1975
- 『コンシューマリズムと企業』共著 ジャスコ 1980